# Евсеев, Василий Сергеевич
Василий Сергеевич Евсеев — советский хозяйственный, государственный и политический деятель.

## Биография
Родился в 1922 году в деревне Солоновка Новочихинского района Алтайского края в семье крестьянина.
В 1937 году окончил неполную среднюю школу и поступил учиться в Прокопьевский горный техникум, который окончил в 1941 году. В 1954 году окончил Томский политехнический институт, получив специальность горный инженер. В 1964 году окончил заочную аспирантуру при Кузбасском политехническом институте.
После окончания горного техникума с июня 1941 по январь 1945 работал начальником участка шахты № 5-6, с января 1945 года по апрель 1950 года главным инженером и начальником шахты «Тырганские уклоны», с октября 1950 года по сентябрь 1951 года начальником шахты имени Калинина треста «Прокопьевскуголь».
С сентября 1951 года по июль 1954 окончил полный курс Высших инженерных курсов при Томском политехническом институте. По окончании  курсов с июля 1954 года по декабрь 1955 начальник шахты «3-3 бис» треста «Кировуголь». С декабря 1955 по май 1956 года работал заведующим отделом Прокопьевского горкома КПСС. С мая по 1956 по сентябрь 1961 года управлял трестом «Томусауголь».
В сентябре 1961 года избран секретарём Кемеровского обкома КПСС, с 1963 года второй секретарь Кемеровского обкома КПСС. В феврале 1968 года назначен заместителем начальника комбината «Кузбассуголь». С сентября 1969 по март 1975 года генеральный директор производственного объединения «Южкузбассуголь».
В 1965 году защитил кандидатскую диссертацию и получил степень кандидата технических наук. Автор 69 научных работ, трех монографий, 32 авторских свидетельств на изобретения. За создание высокоэффективных проходческих комплексов «Кузбасс», обеспечивающих высокую производительность труда проходчиков и высокие скорости проведения подготовительных выработок был в составе коллектива удостоен Государственной премии СССР в области науки и техники 1977 года.
В 1978 году приказом министра угольной промышленности назначен директор ВостНИИ.
Избирался депутатом Верховного Совета РСФСР 7-го созыва. Делегат XXIII, XXIV, XXV съездов КПСС. Депутат Кемеровского областного Совета депутатов трудящихся. Член Новокузнецкого ГК КПСС.
Умер в 1995 году в Москве.

## Сочинения
- Евсеев, Василий Сергеевич. Опыт применения эластичных бессекционных щитов на шахте № 3-3-бис комбината «Кузбассуголь» [Текст] / В. С. Евсеев, Г. Е. Посохов ; М-во угольной пром-сти СССР. Техн. упр. Центр. ин-т техн. информации. — Москва : Углетехиздат, 1956.
- Евсеев, Василий Сергеевич. Применение проходческих комбайнов распорношагающего типа в Кузбассе [Текст]. — Москва : ЦНИЭИуголь, 1979. — 33 с. : ил.; 20 см.
- Евсеев, Василий Сергеевич. Комплексная механизация выемки пологих пластов Кузбасса [Текст] / В. С. Евсеев, В. Ф. Крылов, В. В. Проскурин. — Москва : Недра, 1972. — 161 с. : черт.; 22 см.
- Евсеев, Василий Сергеевич. Опыт внедрения и исследования параметров систем разработки мощных пологопадающих пластов [Текст] / Кемеров. обл. правл. НТО горное. — [Москва] : Недра, 1964. — 143 с. : ил.; 21 см.
- Евсеев, Василий Сергеевич. Применение проходческих комбайнов на шахтах / В. С. Евсеев, Г. Н. Архипов, Е. С. Розанцев. — М. : Недра, 1981. — 183 с. : ил.; 22 см;
- Борьба с эндогенными пожарами в шахтах : Тр. ВостНИИ / Вост. НИИ по безопасности работ в горн. пром-сти; [Отв. ред. В. С. Евсеев]. — Кемерово : Кн. изд-во, 1984. — 117 с. : ил.; 20 см.
- Предупреждение эндогенных пожаров в шахтах : Тр. ВостНИИ / Вост. НИИ по безопасности работ в горн. пром-сти; [Отв. ред. В. С. Евсеев]. — Кемерово : ВостНИИ, 1986. — 177 с. : ил.; 20 см.
- Широков, Анатолий Павлович. Теория и практика применения деревянной анкерной крепи [Текст] / А. П. Широков, В. С. Евсеев, В. А. Лидер. — Кемерово : Кн. изд-во, 1973. — 198 с. : черт.; 20 см.
- Коровин, Трофим Дмитриевич. Опыт применения системы наклонных слоев с самотечной закладкой [Текст] / Т. Д. Коровин, В. С. Евсеев ; М-во угольной пром-сти СССР. Техн. упр. Центр. ин-т техн. информации. — Москва : Углетехиздат, 1956. — 20 с.